# المذاب (الحيمة الداخلية)

تعديل مصدري - تعديل

المذاب هي إحدى قرى عزلة بني يوسف بمديرية الحيمة الداخلية التابعة لمحافظة صنعاء، بلغ تعداد سكانها 1110 نسمة حسب تعداد اليمن لعام 2004.